# Фигурина, Елена Николаевна
Елена Николаевна Фигурина (род. 1955, Вентспилс, Латвийская ССР) — советский, российский живописец, график, скульптор.

## Биография
Елена Фигурина родилась в Латвии в 1955 году. Через четырнадцать лет семья переехала в Ленинград, где Елена окончила музыкальную школу по классу гитары и потом несколько лет в ней преподавала. Будущая художница получила инженерное образование, окончив Ленинградский институт авиационного приборостроения (ныне — ГУАП). На третьем курсе у Фигуриной возникло желание заняться живописью. Совершенно не владея техникой, Елена взяла в руки кисть и палитру. По её словам, художником она становиться не собиралась, и живопись для неё была просто увлечением.
К середине 1970-х Фигурина сблизилась с рядом современных художников и начала участвовать в квартирных выставках. Она стала представительницей группы «Летопись», которую возглавил Борис Кошелохов. Далекое от догм соцреализма творчество художников группы вскоре оказалось под запретом: в 1978 году выставка объединения в Доме народного творчества была закрыта. В те годы сформировался живописный стиль Елены Фигуриной.
В 2000 году стала членом Академии современного искусства Бессмертных, которую организовал и возглавил Феликс Волосенков. Член Товарищества экспериментального изобразительного искусства.

## Выставки
- 2013 Коллекция живописи и скульптуры 1991—2001, Галерея Коллекционного Искусства DiDi Gallery, Санкт-Петербург, Россия[3]
- 2005 Живопись, скульптура, Галерея Анна Нова, Санкт-Петербург, Россия[4]
- 2004 Живопись, Галерея Д137, Санкт-Петербург, Россия
- 2004 Живопись, скульптура, Музей В. В. Набокова, Санкт-Петербург, Россия
- 2004 Живопись, скульптура, Галерея Art Agents, Гамбург, Германия
- 2003 Живопись, Художественная галерея, Тверь, Россия
- 2002 Живопись, скульптура, Галерея «На обводном», Санкт-Петербург, Россия
- 2001 Живопись, скульптура, Галерея Art Agents 2001, Гамбург, Германия
- 2001 Живопись, скульптура, Галерея Д137, Санкт-Петербург, Россия
- 1998 Живопись, Санкт-Петербургский государственный университет. Центр изучения культуры, Санкт-Петербург, Россия
- 1997 Живопись, скульптура, Галерея Werdermann Art, Гамбург, Германия
- 1996 Живопись, скульптура (совместно с В.Герасименко), Музей Анны Ахматовой в Фонтанном Доме, Санкт-Петербург, Россия
- 1995 Живопись. Мемориальный музей-квартира династии актёров Самойловых. Государственный музей театрального и музыкального искусства, Санкт-Петербург, Россия
- 1992 Живопись, Галерея Werdermann Art, Гамбург, Германия
- 1992 «Образами говоря…» Галерея International Images ltd, Свикли, Пенсильвания. США
- 1992 Живопись. Галерея Гельмана, Москва, Санкт-Петербург
- 1991 Живопись, Галерея Lind and Andreasen, Орхус, Дания
- 1990 Живопись, Журнал «Аврора», Санкт-Петербург, Россия
- 1990 Живопись, Галерея Exhibit, Берлин, Германия
- 1989 Живопись, Галерея Kleine Typografie, Гамбург, Германия

## Избранные групповые выставки
- 2006 «Время перемен: Искусство 1960—1985 гг. в Советском Союзе», Государственный Русский музей, Санкт-Петербург, Россия[5].
- 2005 V111 Биеннале графики стран Балтийского моря, Калининград, Россия
- 2005 «Академия фарфора», Государственный Эрмитаж, Санкт-Петербург, Россия
- 2004 Фестиваль независимого искусства «Газоневщина». Центральный выставочный зал «Манеж», Санкт-Петербург, Россия
- 2003 «Авангард на Неве. Вторая половина XX века» Государственная Третьяковская галерея, Москва, Россия.
- 2002 «Петербургские художники» Русско-немецкое общество, Калининград. Россия.
- 2002 «Русский символизм» Музей Людвига, Кобленц, Германия
- 2002 «Белое рождество» . Государственный музей городской скульптуры. 2002. Санкт-Петербург, Россия
- 2002 «Двое» Государственный Русский музей, Санкт-Петербург, Россия
- 2002 «Искусство женского рода. Женщины-художники России XV—XX веков» Государственная Третьяковская галерея, Москва, Россия.
- 2001 "Про любовь". Санкт-Петербургская Академия современного искусства бессмертных, Центральный выставочный зал «Манеж», Санкт-Петербург, Россия
- 2001 «От авангарда до наших дней» Десятый международный фестиваль искусств, Выставочный зал Союза художников, Санкт-Петербург, Россия

## Работы находятся в собраниях
- Государственная Третьяковская галерея, Москва, Россия
- Государственный Русский музей, Санкт-Петербург, Россия[6]
- Государственный Эрмитаж, Санкт-Петербург, Россия
- Государственный музей истории Санкт-Петербурга, Санкт-Петербург, Россия[6]
- Государственный музей театрального и музыкального искусства, Санкт-Петербург, Россия
- Музей современного искусства Эрарта, Санкт-Петербург, Россия
- Zimmerli Art Museum, Коллекция Нортона и Нэнси Додж. Нью-Йорк, США
- Музей изобразительных искусств, Севастополь, Крым[7]
- Музей университета штата Орегон, Корваллис, США[6]
- Картинная галерея им. А. И. Куинджи, Астрахань, Россия
- Дальневосточный музей изобразительных искусств, Хабаровск, Россия
- Государственный музей изобразительных искусств Республики Татарстан, Казань, Республика Татарстан
- Музей нонконформистского искусства, Санкт-Петербург, Россия[8]
- Центральный выставочный зал «Манеж», Санкт-Петербург, Россия
- Музей современных искусств им. С. П. Дягилева СПбГУ, Санкт-Петербург, Россия
- Калининградская государственная художественная галерея, Калининград, Россия
- в частных коллекциях Австралии, Англии, Бельгии, Германии, Голландии, Дании, Кореи, Норвегии, Польши, России, США, Франции, Финляндии, Швейцарии, Швеции

## Избранная библиография
- 1Елена Фигурина. Живопись. Валентин Герасименко. Графика / Вступ. ст. Т.Е. Шехтер. — М.: Мир, 1990. — (Современное изобразительное искусство Ленинграда). — 30 000 экз. — ISBN 5-03-002149-3.
- 2003 г.: Елена Фигурина. Живопись. Скульптура / Автор вступительной статьи М.Ю. Герман. — СПб.: П.Р.П., 2003. — 200 с. — (Авангард на Неве). — 1000 экз. — ISBN 5-901751-14-0.
- Елена Фигурина: Живопись. Скульптура / Статьи А.Д. Боровского, Н.И. Благодатова. — СПб.: ООО "ITF ART", 2006. — Т. 1-2. — 238, 159 с. — 500 экз. — ISBN 5-202078-28-8.
- Антонов В. Елена Фигурина // Часы : машинописный журнал. — 1984. — № 50. — С. 303-305.
- Боровский А. Неформалы между прошлым и будущим // Искусство Ленинграда : журнал. — 1989. — Март (№ 3). — С. 145.
- Кузнецов Э. Игры на краю // Невское время : газета. — 1995. — 15 ноябрь. — С. 4.
- Rosenfeld A. Nonconformist Art in Leningrad from Khruschev's Thaw to Gorbachev's Perestroika (англ.) // From Gulag to Glasnost: Nonconformist Art from the Soviet Union : Catalogue of the exhibition. — New York: Thames and Hudson, 1995. — P. 127, 130-131.
- Соколов Б. Все присутствует в чистоте // Метафизические исследования : сборник. — СПб.: Алетейя, 1999. — Т. Вып. 15. — С. 17-38.
- Буйвид В. Назови красоту.. // Elle : журнал. — 2000. — Март (№ 3). — С. 100.
- Вертин Л. Мир Елены Фигуриной // Новый Мир Искусства (НоМИ) : журнал. — 2002. — № 2 (25).
- Драгомощенко А. Лучшие ее картины - лучшие // Красный : журнал. — СПб., 2004. — № 11. — С. 86-87.
- Котломанов А. Трехмерный образ: Петербургский контекст // Новый Мир Искусства (НоМИ) : журнал. — 2004. — № 3 (38).
- Голлербах Е. Авторитетная фигуративность // Новый Мир Искусства (НоМИ) : журнал. — 2005. — № 5 (46). — С. 49.